# Gutenberg (slott)
Gutenberg är ett slott i Österrike.   Det ligger i distriktet Weiz och förbundslandet Steiermark, i den östra delen av landet, 130 km sydväst om huvudstaden Wien. Gutenberg ligger 503 meter över havet.
Terrängen runt Gutenberg är kuperad åt nordväst, men åt sydost är den platt. Runt Gutenberg är det ganska tätbefolkat, med 86 invånare per kvadratkilometer.. Närmaste större samhälle är Graz, 17,2 km sydväst om Gutenberg. 
I omgivningarna runt Gutenberg växer i huvudsak blandskog.